# Даніель Бляйхенбахер
Даніель Бляйхенбахер (Daniel Bleichenbacher; нар. 1964) — швейцарський криптограф. Працював у Bell Labs, зараз працює у Google. Ступінь доктора філософії отримав у 1996 році в Федеральній вищій технічній школі Цюриха за внесок у теорію складності математичних обчислень, зокрема щодо верифікації повідомлень у криптосистемах з відкритим ключем ElGamal та RSA.
1998 року Даніель Бляйхенбахер продемонстрував практичну атаку проти систем, що використовували шифрування RSA у поєднанні з процедурою кодування PKCS # 1 v1. Зокрема атака стосувалася версії протоколу SSL, який на той час використовувався тисячами вебсерверів.
У 2006 році під час неформальної зустрічі на конференції CRYPTO Бляйхенбахер описав просту атаку проти процедури валідації підписів RSA у реалізації, яка була у широкому вжитку. Пізніше було виявлено, що OpenSSL та модуль безпеки NSS у Firefox є вразливими до цієї атаки, що дозволяла б зловмисникові підробляти сертифікати SSL.